# Vittore Frattini
Vittore Frattini (Varese, 25 giugno 1937) è un pittore italiano; ha esposto in diverse occasioni sia in Italia che all'estero.

## Biografia
Figlio dello scultore Angelo Frattini, si diploma all'Accademia di Brera nel 1961 e si forma nello studio del padre. Intraprende quindi la doppia carriera di docente al liceo artistico di Brera e al liceo artistico statale di Varese (da lui fondato nel 1969 insieme al padre, e diretto), e di pittore.
Nel 1961 vince il Premio Titta e il secondo premio al Concorso Internazionale per le Accademie a Roma. La sua prima mostra personale è nel 1957 al Casinò di Sanremo, dalla quale inizierà un intenso percorso espositivo in Italia e all'estero. 
Nel 1956, e nelle successive tre edizioni, partecipa al premio S. Fedele a Milano. Nel 1958 e 1959 partecipa al Cercle Volnej, al Salon di Parigi, al Gran Palais Des Champs-Elysées. A Milano, nel 1962 espone una personale alla Galleria Spotorno. Nel 1963 espone a Torino alla galleria Cassiopea, dove incontrerà Luigi Carluccio. Nel 1965 espone al Museo della Permanente, a Milano, con un testo introduttivo di Renato Guttuso.
Nello stesso anno partecipa ad "Arte Italiana" negli Stati Uniti, a New York e a Washington, e su invito di Lyndon B. Johnson si reca alla Casa Bianca. In questo periodo incontra Henry Moore, Graham Sutherland, André Masson, Man Ray.
È invitato alla IV Biennale dell'Incisione a Venezia, alla" Grafica" al Salon Likum a Zagabria, alla Biennale di Brera, alla VIII Quadriennale di Roma, al Premio Ramazzotti (Palazzo Reale, Milano), alla Burdeke di Zurigo, alla Galleria Flaviana di Locarno e alla Galleria Mosaico di Chiasso. 
Nel 1975, la Biblioteca comunale di Milano presenta una sua Antologica di Grafica e il "Mini Pocket" con testo di Piero Chiara.
Nel 1974 espone i primi "Lumen" (opere con un particolare effetto luminoso notturno) alla Galleria Montrasio, al Museo Civico di Monza e al Palace Pier di Toronto, a cura di Roberto Sanesi. Nel 1978 espone a Milano alla Galleria Vismara, alla Galleria Annunciata ed alla Galleria Orangerie.
Nel 1986 è invitato con una mostra personale alla Georgetown University, a cura di Giuseppe Panza di Biumo e Rolando Bellini. Moltissime le partecipazioni a mostre collettive nazionali e internazionali.
Tra le mostre antologiche più significative vi è quella ai Musei Civici di Villa Mirabello a Varese, nel 1984, alla Civica Galleria d'Arte Moderna di Gallarate, a cura di Silvio Zanella nel 1988, e i "LUMEN" al Chiostro di Voltorre, a cura di Giuseppe Panza Di Biumo.
Presso la Fondazione Stelline, nel 2002, presenta la monografia SKIRA, con una rassegna a cura di Philippe Daverio e Giuseppe Panza di Biumo. In tale occasione espone il bozzetto definitivo per il grande monumento in acciaio realizzato all'Aeroporto di Malpensa.
Nel 2005 espone alla Galleria Civica di Arte Moderna di Spoleto (catalogo edito Mazzotta) a cura di Martina Corgnati; una sala della mostra è dedicata alla installazione 'Moon-Lumen' eseguita con Luca Missoni.
Nel 2013 il Museo MAGA e SEA eseguono una vasta rassegna al Terminal 1 di Malpensa, dove è collocata in permanenza una sua scultura, "la Grande V".
Nel 2018 la casa editrice Nomos pubblica una importante monografia presentata da Philippe Daverio attraverso una grande personale ai Musei Civici di Villa Mirabello, a cura di Pietro C. Marani e Serena Contini.
Numerose le pubblicazioni di Grafica (molte di esse eseguite già dal 1956 con i torchi di Giorgio Upiglio) con testi di  Aldo Patocchi, Franco Russoli, Enotrio Mastrolonardo, Piero Chiara, Roberto Sanesi, Vanni Scheiwiller, Gian Alberto Dell'Acqua, Miklos N. Varga, Renzo Modesti, Mario Luzi, Silvio Raffo, raccolte nella monografia Opere su Carta a cura di Flaminio Gualdoni (edizioni G.Mondadori).